# 이철우 (1949년)
이철우(李哲雨, 1949년 1월 19일~)는 대한민국의 정치인이다. 제38대 경상남도 함양군수이다. 경상남도 함양군 출신이다.

## 학력
- 1962.03~1965.02 함양중학교 졸업
- ~1973 성균관대학교 정치외교학 학사 졸업
- ~2001 동국대학교 행정대학원 행정학 석사 졸업

## 경력
- 경상대학교 겸임교수
- 진주국제대학 초빙교수
- 1974 마산시청 감사관실
- 1974 내무부 새마을기획과
- 1974 경남도청 공보관실
- 1989.03~1996.02 국무총리실 4조정관실 과장
- 1996.02~2000.11 대통령 민정비서실 국장
- 경상대학교 사무국 국장
- 2002.07~2006 울산광역시교육청 부교육감
- 2005 울산광역시 교육감 권한대행
- 2010.04.19 한나라당 탈당
- 2010.07~2011.07 제38대 경상남도 함양군 군수[1]

## 저서
- 2002년 행운목 지고 피고
- 2004년 두말 말고 오소

## 역대 선거 결과
|  | 43.99% |

|  | 46.74% |